# Lampung (språk)
Lampung är ett språk i den malajo-polynesiska språkgruppen som talas av omkring 1,5 miljoner människor, främst i provinsen Lampung på södra Sumatra
Språket har tidigare skrivits med ett eget skriftsystem kallat Surat Lampung, men numera används det latinska alfabetet.